# Luka Potočar
Luka Potočar (* 21. listopadu 2001 Jesenice) je slovinský reprezentant ve sportovním lezení, juniorský vicemistr světa, Evropy, vítěz Evropského poháru juniorů a semifinalista mistrovství světa 2018 v lezení na obtížnost.

## Výkony a ocenění
- 2016: vítěz Evropského poháru juniorů
- 2018: juniorský vicemistr světa a Evropy, semifinalista mistrovství světa

### Závodní výsledky
| Mistrovství světa | Mistrovství světa |
| Rok               | 2018              |
| ----------------- | ----------------- |
| Obtížnost         | 24                |

| Světový pohár | Světový pohár |
| Rok           | 2018          |
| ------------- | ------------- |
| Obtížnost     | 29            |
| jednotlivě*   |               |

* poznámka: nalevo jsou poslední závody v roce
| Mistrovství světa juniorů | Mistrovství světa juniorů |
| Rok                       | 2018                      |
| ------------------------- | ------------------------- |
| Obtížnost                 | 2                         |

| Mistrovství Evropy juniorů | Mistrovství Evropy juniorů |
| Rok                        | 2018                       |
| -------------------------- | -------------------------- |
| Obtížnost                  | 2                          |

- 2016: 1. EPJ kat. B; 23.,1.